# Everybody Wants to Be on TV
Everybody Wants to Be on TV è il secondo album del gruppo musicale pop londinese Scouting for Girls. L'album è stato pubblicato il 12 aprile 2010 ed è riuscito ad arrivare sino alla seconda posizione della classifica degli album più venduti nel Regno Unito, ed all'undicesima in Irlanda.

## Tracce
1. This Ain't a Love Song - 3:30
2. Little Miss Naughty - 3:12
3. Goodtime Girl - 3:13
4. Famous - 2:35
5. Silly Song (in seguito ribattezzata Don't Want to Leave You) - 2:57
6. On the Radio - 3:27
7. Blue as Your Eyes - 3:42
8. Posh Girls - 3:08
9. 1+1 - 2:47
10. Take a Chance - 5:19

Bonus Track dell'edizione iTunes
1. A New Day - 4:59
2. This Ain't a Love Song (acoustic) - 3:32
3. Scouting for Girls TV (video) - 9:13
4. This Ain't a Love Song (video band edit) - 3:07
5. Everybody Wants to Be on TV (digital booklet) - 3:14